# Golf tại Đại hội Thể thao Đông Nam Á 2021
Golf là một trong những môn thể thao được tranh tài tại Đại hội Thể thao Đông Nam Á 2021 ở Việt Nam, được tổ chức từ ngày 13 đến 18 tháng 05 năm 2022  tại Sân golf Đầm Vạc, tỉnh Vĩnh Phúc.
Thi đấu Golf gồm 04 nội dung: 2 cho nam và 2 cho nữ gồm: Cá nhân nam, cá nhân nữ, đồng đội nam, đồng đội nữ.

## Chương trình thi đấu
| Ngày  | Giờ      | Nội dung                                                                                        |
| ----- | -------- | ----------------------------------------------------------------------------------------------- |
| 13/05 | 7h - 13h | Vòng 1 nội dung đơn nam, nữ                                                                     |
| 14/05 | 7h - 13h | Vòng 2 nội dung đơn nam, nữ                                                                     |
| 15/05 | 7h - 13h | Vòng chung kết nội dung đơn nam, nữ                                                             |
| 16/05 | 7h - 13h | Vòng Tứ kết nội dung đồng đội nam, nữ                                                           |
| 17/05 | 7h - 13h | Vòng Bán kết nội dung đồng đội nam, nữ                                                          |
| 18/05 | 7h - 13h | Tranh Huy chương Đồng nội dung đồng đội nam, nữ Tranh Huy chương Vàng nội dung đồng đội nam, nữ |

## Nội dung và Thể thức thi đấu
Nội dung đơn nam, đơn nữ
- Thi đấu theo thể thức Đấu Gậy không áp dụng điểm chấp qua 03 vòng đấu 18 hố (tổng 54 hố) và quy định kèm theo. Trong trường hợp điều kiện thời tiết và sân không cho phép việc hoàn thành 54 hố thi đấu, VIESGOC sẽ toàn quyền quyết định việc hủy kết quả của 1 hay nhiều vòng đấu chính thức.
- Người chiến thắng là người có điểm thực GROSS tổng thấp nhất khi giải đấu kết thúc
Nội dung thi đấu đồng đội
- Thi đấu theo thể thức đấu Đối kháng (Matchplay) loại trực tiếp.
- 03 trận đấu Đối Kháng (Single Match) với nội dung đồng đội nam.
- 02 trận đấu Đối Kháng (Single Match) với nội dung đồng đội nữ.

- Các đội sẽ được phân hạt giống theo nguyên tắc sau:
- Tổng điểm của 03 Vận động viên có thành tích tổng tốt nhất sau 54 hố ở nội dung đơn nam.
- Tổng điểm của 02 Vận động viên có thành tích tổng tốt nhất sau 54 hố ở nội dung đơn nữ.
- Thứ tự hạt giống sẽ được tính như sau trong trường hợp hòa tổng điểm sau ba (3) vòng đấu: (a) So sánh bảng điểm tổng sau 54 hố của VĐV không được tính còn lại. (b) Nếu vẫn hòa, so sánh điểm tổng của đội tại vòng 3. (c) Nếu vẫn hòa, so sánh điểm tổng của đội tại vòng 2. (d) Nếu vẫn hòa, so sánh 8 điểm tổng của đội tại vòng 1. (e) Nếu vẫn hòa, mỗi đội sẽ cử ra một VĐV thi đấu playoff theo thể thức cái chết bất ngờ qua từng hố để xác định đội thắng cuộc. Thứ tự hố đấu sẽ do VIESGOC quy định. Trong mọi trường hợp, nếu một đội không có điểm của VĐV còn lại (vd: bị truất quyền thi đấu, xin rút lui do yếu tố sức khỏe, chấn thương hoặc đội đó chỉ có 3/2 VĐV) thì đội có đủ kết quả của 4/3 VĐV sẽ là đội có thứ hạng tốt hơn. - Chỉ có 08 đội có thành tích tốt nhất được thi đấu nộ

- Chỉ có 08 đội có thành tích tốt nhất được thi đấu nội dung đồng đội.
- Mỗi trận thắng được tính 01 điểm, hòa ½ điểm và thua 0 điểm.
- Đội Nam đạt được 2,5 điểm / Đội Nữ đạt được 2 điểm sẽ đi tiếp vào vòng tiếp theo. Trong trường hợp hòa điểm (2 điểm mỗi đội với Nam và 1 ½ điểm với Nữ); mỗi đội sẽ cử một VĐV thi đấu playoff theo thể thức cái chết bất ngờ qua từng hố để xác định đội thắng cuộc. Thứ tự hố đấu sẽ do VIESGOC quy định.

## Bảng tổng sắp huy chương các nội dung
| Hạng               | Đoàn               | Vàng | Bạc | Đồng | Tổng số |
| ------------------ | ------------------ | ---- | --- | ---- | ------- |
| 1                  | Thái Lan           | 2    | 1   | 1    | 4       |
| 1                  | Malaysia           | 2    | 1   | 1    | 4       |
| 3                  | Indonesia          | 0    | 1   | 1    | 2       |
| 4                  | Singapore          | 0    | 1   | 0    | 1       |
| 5                  | Philippines        | 0    | 0   | 1    | 1       |
| Tổng số (5 đơn vị) | Tổng số (5 đơn vị) | 4    | 4   | 4    | 12      |

| Nội dung          | Vàng                                                                     | Bạc                                                                              | Đồng |
| ----------------- | ------------------------------------------------------------------------ | -------------------------------------------------------------------------------- | --- |
| Giải Cá nhân nam  | Ervin Chang · Malaysia                                                   | Amadeus Christian Susanto · Indonesia                                            | Weerawish Narkprachar · Thái Lan                                                                         |
| Giải Cá nhân nữ   | Natthakritta Vongtaveelap · Thái Lan                                     | Aloysa Atienza · Singapore                                                       | Jeneath Wong · Malaysia                                                                                  |
| Giải Đồng đội nam | Malaysia · Ervin Chang · Rhaasrikanesh Kanavathi · Marcus Lim Pang Chuen | Thái Lan · Pongsapak Laopakdee · Weerawish Narkprachar · Ratchanon Chantananuwat | Indonesia · Naraajie Emerald Ramadhan Putra · Amadeus Christian Susanto · Randy Arbenata Mohamad Bintang |
| Giải Đồng đội nữ  | Thái Lan · Natthakritta Vongtaveelap · Eila Galitsky                     | Malaysia · Jeneath Wong · Mirabel Ting Ern Hui                                   | Philippines · Lois Kaye Go · Rianne Malixi · Maria Rafaela Singson                                       |